# I. Montuhotep

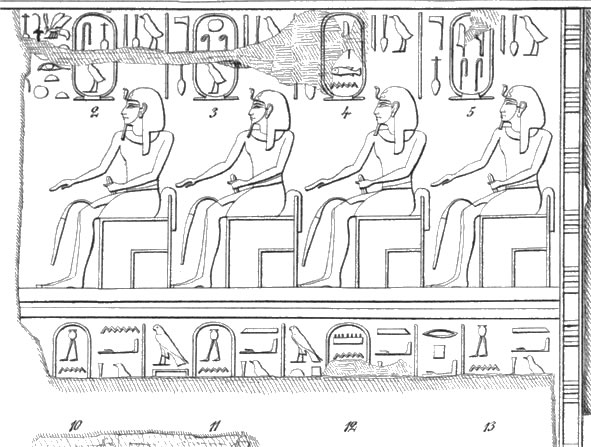
A III. Thotmesz által építtetett ősök kápolnájának feliratai. Az alsó sor utolsó előtti, névgyűrűbe írt név Montuhotepé.

I. Montuhotep (Mnṯw-ḥtp), (ur.: kb. i. e. 2150 körül) ókori egyiptomi uralkodó, a XI. dinasztia első királynak tekintett tagja. Apja, Antef még nem volt király, de Montuhotep esetében sincs bizonyíték arra, hogy felvette volna a királyi címet. Titulatúráját nem ismerjük, talán nem is volt. Az utókor a Hor-tepi-aa néven emlegette, ami nyilvánvalóan utólagos névadás, mivel a név jelentése: „Hórusz, a nagy Ős.” III. Thotmesz az ősei felsorolását Antef kormányzóval kezdte, és fiának, Montuhotepnek nevét írták elsőként névgyűrűbe. Mégis az egyiptológusok a XI. dinasztiát sokszor dédunokájával, II. Montuhoteppel kezdik, neki adva az első sorszámot a Montuhotepek között.

## Élete
Montuhotep az óbirodalom és az első átmeneti kor fordulóján élt. Nem lehet pontosan elhelyezni a kronológiában, mert az ismert dokumentumokban a nomarkhészek és a két király nem nagyon emlegették egymást. Anhtifi és az uaszetiek konfliktusa lehetett Antef kormányzó és Montuhotep alatt is. Az ellentámadás és a Núbia felé tovább hatoló uaszeti expanzió viszont valószínűleg az ő nevéhez fűzhető, mivel Abu (Elephantiné) szigetén is megtalálták a feliratait. Mindössze négy évig uralkodott.
Feleségétől, I. Noferutól két fia született, akiknek születési nevük Szehertaui és Uahanh. Szehertaui követte a trónon, de mindketten uralkodtak és mindketten az Antef uralkodói nevet vették fel (I. Antef és II. Antef), talán nagyapjuk emlékére.

## Titulatúra
A fáraók titulatúrájának magyarázatát és történetét lásd az Ötelemű titulatúra szócikkben.
| G5 |

| G5 |

| D1 · p · D36 · Z1 |

| D1 · p · D36 · Z1 |

| D1 · p · D36 · Z1 |

| D1 · p · D36 · Z1 |

| G5 |

| G5 |

| D1 · p · D36 · Z1 |

| D1 · p · D36 · Z1 |

| D1 · p · D36 · Z1 |

| D1 · p · D36 · Z1 |

| M23 | L2 |

| M23 | L2 |

| mn · n | V13 | w | Htp · t · p | aA |

| mn · n | V13 | w | Htp · t · p | aA |

| mn · n | V13 | w | Htp · t · p | aA |

| mn · n | V13 | w | Htp · t · p | aA |

| mn · n | V13 | w | Htp · t · p | aA |

| mn · n | V13 | w | Htp · t · p | aA |

| mn · n | V13 | w | Htp · t · p | aA |

| mn · n | V13 | w | Htp · t · p | aA |

| M23 | L2 |

| M23 | L2 |

| mn · n | V13 | w | Htp · t · p | aA |

| mn · n | V13 | w | Htp · t · p | aA |

| mn · n | V13 | w | Htp · t · p | aA |

| mn · n | V13 | w | Htp · t · p | aA |

| mn · n | V13 | w | Htp · t · p | aA |

| mn · n | V13 | w | Htp · t · p | aA |

| mn · n | V13 | w | Htp · t · p | aA |

| mn · n | V13 | w | Htp · t · p | aA |